# Петрищев, Александр Федосеевич
Александр Федосеевич Петрищев (28.08.1900 — 24.08.1950) — советский государственный деятель, председатель Пензенского облисполкома (1949—1950).
Родился в городе Темир-Хан-Шура (Буйнакск) Дагестанской области. Член РКП(б) с 1920 г.
Служил в РККА с февраля 1918 по 1933 год. Участник Гражданской войны (1918—1921) и борьбы с басмачеством в Бухаре (1923—1924).
С 1933 г. начальник политотдела Александровской МТС Азовского района Северо-Кавказского края. С сентября 1935 года первый секретарь Александровского РК ВКП(б).
Во время Великой Отечественной войны — октябрь-ноябрь 1941 г. комиссар Северо-Кавказской зоны ПВО, с декабря 1941 г. военный комиссар Управления тыла 56-й армии, с февраля 1943 г. заместитель начальника Управления тыла Черноморской группы войск Северо-Кавказского фронта, подполковник.
С 16.07.1943 г. — заместитель наркома земледелия СССР по коневодству. С 1945 г. — начальник Главного управления коневодства Наркомзема СССР.
С апреля 1949 по февраль 1950 г. — председатель Исполнительного комитета Пензенского областного Совета.
Награждён орденом «Знак Почёта», двумя орденами Красной Звезды (27.02.1943, 16.03.1943), орденами Красного Знамени (03.11.1944), Трудового Красного Знамени ( 10.09.1945), медалями «За победу над Германией в Великой Отечественной войне 1941—1945 гг.», «За оборону Кавказа», орденом Бухарской республики.
Умер 24.08.1950.